# Souhvězdí Berana
Souhvězdí Berana je součástí zvěrokruhu, částí oblohy, kterou prochází v průběhu roku Slunce. V dobách antiky se v něm nacházel jarní bod, který se přesunul díky precesnímu pohybu Země do souhvězdí Ryb. Nachází se v severní části hvězdné oblohy mezi souhvězdím Ryb na západě a souhvězdím Býka na východě. Latinsky se souhvězdí nazývá Aries, což je název pro ovci. Jeho symbolem je  (Unicode ♈︎), představující rohy berana. Je jedním ze 48 souhvězdí popsaných 2. století řeckým astronomem Ptolemaiem v jeho knize Almagest a je jedním z 88 moderních souhvězdí. Je středně velkým souhvězdím, v pořadí velikosti je na 39. místě a má rozlohu 441 čtverečních stupňů (1,1 procenta oblohy).
Souhvězdí představuje berana se zlatým rounem v starověkém řeckého bájesloví a zobrazovalo berana již babylónských dobách. V babylónské astronomii představovalo souhvězdí také námezdníka v zemědělství. V různých kulturách byly hvězdy souhvězdí Berana v různých souhvězdích včetně dvou inspektorů v Číně a sviňuchy na Marshallových ostrovech. Beran je poměrně slabým souhvězdím, nachází se v něm pouze čtyři jasné hvězdy: Hamal (Alfa Arietis), Sheratan (Beta Arietis), Mesartim (Gama Arietis) a 41 Arietis. V souhvězdí je málo objektů hlubokého vesmíru, jsou poměrně málo jasné a vyskytuje se v něm i několik párů interagujících galaxií. Má v něm radiant i několik meteorických rojů.

## Původ jména
Souhvězdí bylo pojmenováno po beranovi se zlatým rounem, který uměl rychle létat a kterého použil posel bohů Hermes, aby dopravil děti thébského krále Athamase do království Kolchidy na východním břehu Černého moře. Učinil tak proto, že jejich macecha je neměla ráda a špatně s nimi nakládala. Nakonec nechala usušit zrní určené k setbě, které tak nemohlo vzklíčit a v zemi tak nastal hlad. Jí podplacení poslové do delfské věštírny pak přinesli z věštírny zfalšovanou odpověď, že bohové si přejí obětovat Frixa, syna Athamase.
Děvče Hellé se však při útěku za letu nedrželo pevně a spadlo do moře, které pak bylo v těch místech nazýváno Hellespont (dnešní Dardanely). Do Kolchidy proto doletěl pouze chlapec Frixos, který z vděčnosti obětoval berana Diovi a zlaté rouno daroval kolchidskému králi. Rouno z Kolchidy později ukradl Iásón s argonauty (plavili se na lodi Argo).

## Zajímavé objekty

### Významné hvězdy

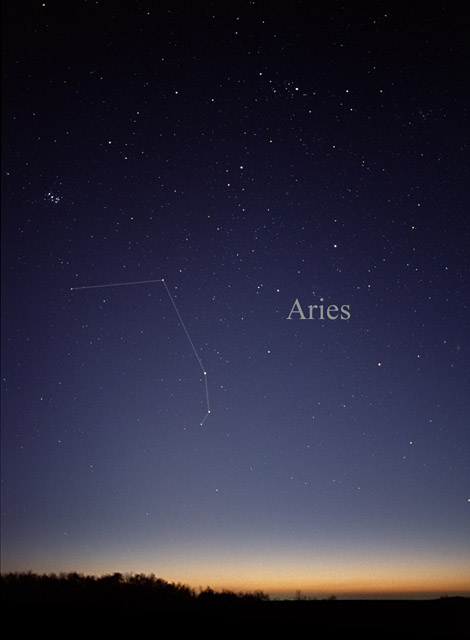
Souhvězdí Berana viditelné pouhým okem s zvýrazněnou linií souhvězdí

Tři nejjasnější hvězdy souhvězdí Berana alfa, beta a gama tvoří asterismus, který vytvořil Johann Bayer. Všechny tři hvězdy se běžně používaly pro navigaci. Součástí asterismu byla také hvězda čtvrté velikosti, 41 Arietis. Hamal je nejjasnější hvězda v souhvězdí Berana. Jeho tradiční název je odvozen z arabského slova pro jehně či hlavu ovce (ras al-Hamal), které odkazují na mytologické zázemí souhvězdí Berana. Hamal má spektrální třídu K2 a třídu svítivosti III, je oranžovým obrem a má hvězdnou velikost 2,00m. Nachází se 66 světelných let daleko od Země. Hamal má svítivost 96 Sluncí a absolutní hvězdnou velikost −0,1m.
Beta Arietis, známá také pod jménem Sheratan, je modrobílá hvězda o hvězdné velikosti 2,64m. Její tradiční název je odvozen z sharatayn, arabské slovo dvě znamení, což platí pro betu a gamu Arietis v době antiky označovala jarní rovnodennost. Obě hvězdy byly známé beduíny jako qarna al-Hamal, rohy berana. Hvězda je vzdálena 59 světelných let od Země. Má svítivost 11 Sluncí a její hvězdná velikost je 2,1m. Je spektroskopickou dvojhvězdou, její souputník je známý pouze z analýzy jejího spektra. Hlavní hvězda má spektrální třídu A5. Hermann Carl Vogel určil Sheratan jako dvojhvězdu v roce 1903, oběžné dráhy hvězd stanovil Hans Ludendorff v roce 1907. Od té doby jsou hvězdy zkoumány pro svou excentrickou oběžnou dráhu.
Gama Arietis, s tradičním názvem Mesartim, je dvojhvězda se dvěma bílými složkami, která se nachází v bohatém poli hvězd magnitud 8 až 12. Její tradiční název má různé výklady. Její jméno může být odvozeno z arabského slova al-sharatan, což je výraz pro pár či tlustého berana. Také znamená v sanskrtu první hvězda Berana, nebo v hebrejštině jméno hvězdy znamená výraz pro ministra. Oba jazyky jsou neobvyklé pro původní jména hvězd, společně s Beta Arietis, která byl známá beduíny jako qarna al-Hamal. Hvězdy mají skoro stejnou jasnost, větší složka má hvězdnou velikost 4,59m a menší má velikost 4,68m. Dvojhvězda je vzdálena 164 světelných let od Země. Hvězdy jsou od sebe vzdáleny 7,8 úhlových vteřin, a hvězdy jako celek mají vizuální velikost 3,9m. Větší hvězda má svítivost 60 Sluncí, menší 56 Sluncí. Větší je spektrálního typu A o absolutní hvězdné velikosti 0,2m a menší je spektrálního typu B9 o absolutní hvězdné velikosti velikostí 0,4m. úhel mezi dvěma komponentami je jeden stupeň. Mesartim byl určen jako dvojhvězda Robertem Hookem roku 1664, a byla jednou z prvních dvojhvězd, která byla objevena dalekohledem. Větší hvězda, gama1 Arietis, je proměnnou hvězdou typu Alpha2 Canum Venaticorum , která svou jasnost mění o 0,02 magnitudy za období 2,607 dne. To je velmi nezvyklé, její spektrum obsahuje silné emisní čáry křemíku.
Souhvězdí je bohaté na dvojhvězdy, nejjasnějšími jsou epsilon, lambda a pí Arietis. ε Arietis je dvojhvězda se dvěma bílými složkami. Větší hvězda má velikost 5,2m a menší má velikost 5,5m. Hvězdy jsou vzdáleny 290 světelných let od Země. Je jejich vizuální velikost je 4,63m, a větší hvězda má absolutní hvězdnou velikost 1,4m. Její spektrální třída je A2. Obě složky od sebe dělí 1,5 obloukových vteřin. λ Arietis je dvojhvězda s bílou větší hvězdou a žlutou menší hvězdou. Větší hvězda má velikost 4,8m a menší hvězda má velikost 7,3m. Větší hvězda se nachází 129 světelných let od Země. Má absolutní hvězdnou velikost 1,7m a spektrální třídu F0. Obě složky se nachází na obloze ve vzdálenosti 36 úhlových vteřin pod úhlem 50 stupňů, a nachází se 0,5 stupně východně od hvězdy 7 Arietis. π Arietis je těsná dvojhvězda s modrobílou větší složkou a bílou menší složkou. Větší hvězda má jasnost 5,3 a menší má jasnost 8,5. Hvězdy se nachází 776 světelných let od Země. Obě hvězdy od sebe dělí na obloze vzdáleny 25,2 úhlových vteřin. Samotná větší hvězda je též dvojhvězdou, její menší složka má hvězdnou velikost 10,8 a hvězdy dělí vzdálenost 3,2 obloukových vteřin.
Další hvězdy v souhvězdí Beranu viditelné pouhým okem mají hvězdnou velikost mezi 3 a 5 magnitudou. δ Ari, Boteïn, má velikost 4,35m a nachází se 170 světelných let od Země. Má absolutní hvězdnou velikost −0,1m a spektrální třídu K2. ζ Arietis má hvězdnou velikost 4,89m a nachází se ve vzdálenosti 263 světelných let. Má spektrální třídu A0 a jeho absolutní hvězdná velikost je 0,0m. 14 Arietis je hvězdou velikosti 4,98m, ve vzdálenosti 288 světelných let. Jeho spektrální třída je F2 a jeho absolutní hvězdná velikost je 0,6m. 39 Arietis je podobná hvězdou velikosti 4,51m, ve vzdálenosti 172 světelných let. Má spektrální třídu je K1 a absolutní velikost 0,0m. 35 Arietis je slabá hvězda o velikosti 4,55m, vzdálená 343 světelných let. Její spektrální třída je B3 a její absolutní velikost je −1,7m. 41 Arietis, známá jak c Arietis či Nair al Butain, je jasnější hvězda velikosti 3,63m, vzdálená 165 světelných let. Má spektrální třídu B8 a svítivost 105 Sluncí. Její absolutní velikost je −0,2. 53 Arietis je tzn. runaway star, hvězda na útěku, hmotná hvězda rychle putující mezihvězdným prostorem a má velikost 6,09m a nachází se ve vzdálenosti 815 světelných let. Její spektrální třída je B2. Asi před pěti milióny se let se pravděpodobně zrodila v mlhovině v Orionu díky výbuchům supernov. Teegardenova hvězda je nejbližší hvězdou v souhvězdí Berana. Je hnědým trpaslíkem o velikosti 15,14m a spektrální třídě M6.5V. Pohybuje se po obloze rychlostí 5,1 obloukových vteřin ročně, a 24. nejbližší hvězdou od Země.
V souhvězdí se nachází řada proměnných hvězd, včetně R a U Arietis, což jsou proměnné typu Mira, dále T Arietis, polopravidelná proměnná hvězda. R Arietis je proměnná hvězda typu Mira, která mění jsou jasnost v rozsahu od minima 13,7m na maximum 7,4m v periodě 186,8 dne. Je vzdálená 4080 světelných let od Země. U Arietis je další proměnná hvězda typu Mira, její jasnost se pohybuje od minima 15,2m do maxima 7,2m a má periodu 371,1 dne. T Arietis je polopravidelná proměnná hvězda, která mění jasnost od minima 11,3m do maxima 7,5m v periodě 317 dne. Nachází se 1630 světelných let od Země. SX Arietis je zajímavá rychle rotující proměnná hvězda a je považována za prototyp třídy proměnných hvězd, heliových proměnných hvězd. SX Arietis mají velmi jasné emisní čáry helia I a křemíku III. Jsou obvykle hvězdami hlavní hlavní posloupnosti, spektrálních tříd B0p až B9p a změny jejich jasnosti nejsou viditelné pouhým okem. Jestliže jsou pozorovány, tak fotometricky a většinou průběhu jedné noci. Podobně jako proměnné typu Alfa2 Canum Venaticorum, hvězdy typu SX Arietis mění svou v jasnost a své silné magnetické pole v době, které odpovídá jejich periodě rotace, a liší se od proměnných Alfa2 Canum Venaticorum vyšší teplotou. Je známo mezi 39 až 49 proměnných hvězd typu SX Arietis, deset z nich je jsou uvedeno jako "nepotvrzené" v General Catalog of Variable Stars.

### Objekty hlubokého vesmíru
V souhvězdí Berana se nachází málo objektů hlubokého vesmíru, a jsou málo jasné. Nachází se něm několik vědecky zajímavých spirálních, eliptických a několik vzájemně interagujících galaxií.

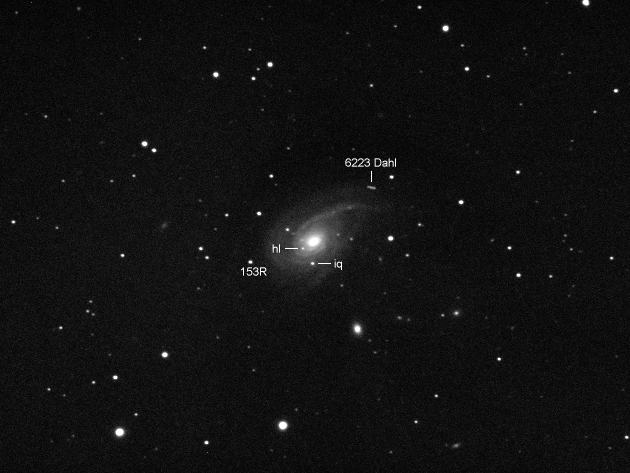
Spirální galaxie NGC 772 s označenými supernovami

NGC 772 je pekuliární spirální galaxií a má vizuální jasnost 10,3m, nachází se jihovýchodně od hvězdy ß Arietis, 15 úhlových minut západně od hvězdy 15 Arietis. Je poměrně jasnou galaxií a zobrazuje se jako mlhavá eliptická skvrnka již při pohledu amatérským dalekohledem. Má rozměry 7,2 krát 4,3 úhlových minut, její plošná jasnost 13,6m a je výrazně nižší než její vizuální jasnost. NGC 772 je asymetrická spirální galaxie s příčkou typu SA(y)b, s jedním výrazným ramenem, má výraznou galaktickou výduť a těsně navinutá spirální ramena. Její výrazné rameno na severozápadní straně galaxie je domovem mnoha hvězdotvorných oblastí, což je důsledkem předchozích interakcí s jinými galaxiemi. NGC 772 doprovází malá eliptická galaxie NGC 770, která je vzdálena přibližně 113 tisíc světelných let od NGC 772. Obě galaxie spolu jsou také známy pod označením jako Arp 78 v Arpově katalogu zvláštních galaxií.
NGC 772 má průměr 240 tisíc světelných let a vzdálena 114 miliónů světelných let od Země. Další spirální galaxie v Beranu NGC 673, je spirální galaxií typu SAB(s)c. Je málo jasnou spirální galaxií s málo výraznými rameny a nevýraznou výdutí a rozměry 2,5 krát 1,9 úhlových minut. Má dvě hlavní ramena umístěná poněkud dále od jádra. Její průměr je 171 tisíc světelných let, vzdálenost NGC 673 je 235 miliónů světelných let od Země.
NGC 678 a NGC 680 je pár vzájemně interagujících galaxie v souhvězdí Berana, které jsou od sebe vzdáleny pouze 200 tisíc světelných let. Jsou částí skupiny galaxií NGC 691, která se nachází ve vzdálenosti 130 miliónů světelných let. NGC 678 je spirální galaxií, kterou vidíme z boku a má rozměry 4,5 krát 0,8 úhlových minut. NGC 680 je eliptická galaxie asymetrického tvaru, je jasnější z páru galaxií, má plošnou jasnost 12,9m; NGC 678 má plošnou jasnost 13,35m. Obě galaxie mají jasná jádra, NGC 678 je větší galaxie a má průměr 171 tisíc světelných let, NGC 680 má průměr 72 tisíc světelných let. NGC 678 má výrazný prachový pás obepínající galaxii. NGC 691 je spirální galaxie mírně nakloněná našemu úhlu pohledu. Má několik spirálních ramen a světlé jádro. Vzhledem k tomu, že je velmi rozptýlená, tak má nízkou plošnou jasnost. Má průměr 126 tisíc světelných let a je vzdálená 124 miliónů světelných let. NGC 877 je nejjasnější členem skupiny osmi galaxií, která zahrnuje mino jiné NGC 870, NGC 871 a NGC 876 s plošnou jasností 12,53m. Má rozměry 2,4 krát 1,8 úhlových minut, její vzdálenost je 178 miliónů světelných let, průměr galaxie je 124 tisíc světelných let. Jejím společníkem je NGC 876, která je vzdálená 103 tisíc světelných let od jádra NGC 877. Galaxie spolu vzájemně interagují a jsou spojeny slabým proudem plynu a prachu. Arp 276 je další pár interagujících galaxií v souhvězdí Berana, je složky jsou NGC 935 a IC 1801.
NGC 821 je eliptická galaxie typu E6. Je neobvyklá, protože má náznaky spirální struktury, která se obvykle nachází pouze v čočkových a spirálních galaxiích. NGC 821 má rozměry 2,6 krát 2,0 úhlových minut a vizuální jasnost 11,3m. Její průměr je 61 tisíc světelných let a je vzdálená 80 miliónů světelných let daleko. Další neobvyklá galaxie v souhvězdí Berana je Segue 2. Je trpasličí galaxií, která je satelitem naší Galaxie a je nedávno objeveným poteciálním pozůstatkem z éry reionizace.

### Meteorické roje
V souhvězdí Berana má radiant několik meteorických rojů. Denní Arietidy jsou jedním z nejaktivnějších meteorických rojů, které se objevují v průběhu dne, maxima aktivity dosahují v období od 22. května do 2. června. Jedná se meteorický roj, který se vyskytuje každoročně, jeho původ souvisí s Marsdenovou rodinou komet a vrcholí 7. června s maximální hodinovou zenitovou frekvencí až 54 meteorů. Jejich původcem může být planetka Icarus. Meteory jsou někdy viditelné před úsvitem, protože radiant se nachází je 32 stupňů od Slunce. Obvykle se objevují 1 až 2 meteory za hodinu jako bolidy, které září několik sekund a často vylétají zpod horizontu. Protože většina z denních Arietid není viditelná pouhým okem, jsou pozorovány v radiovém spektru. To je možné díky ionizovanému plynu, který meteory zanechávají ve své dráze Další denní meteorické roje mají radiant v souhvězdí Berana; patří mezi ně denní Epsilon Arietidy, severní a jižní denní květnové Arietidy. Denní Arietidy byly objeveny na Jodrell Bank Observatory roku 1947, když James Hey a G.S. Stewart upravili radarové systémy z 2. světové války pro pozorování meteorů.
Delta Arietids jsou další meteorický roj, který má radiant v souhvězdí Berana. Největší intenzitu má 9. prosince, meteory mají nízkou maximální rychlost a roj je aktivní od 8. prosincem do 14. ledna, a maximem aktivity mezi 8. a 14. prosincem. Průměrná Delta Arietida je velmi pomalá, s průměrnou rychlostí 13,2 km (8,2 km) za sekundu. Roj někdy vytváří jasné bolidy. Meteorický roj má severní a jižní komponentu, z nichž oba jsou pravděpodobně spojeny s blízkozemní planetkou 1990 HA.
Podzimní Arietidy mají těž radiant v souhvězdí Berana. Roj je aktivní od 7. září do 27. října a maximální aktivitu má 9. října. Nejvyšší rychlost meteorů je nízká. Epsilon Arietidy se objevují 12. až 23. října. Mezi další meteorické roje, které mají radiant v souhvězdí Berana patří říjnové Delta Arietidy, denní Epsilon Arietidy, denní květnové Arietidy, sigma Arietidy, ný Arietidy a beta Arietidy. Sigma Arietidy jsou viditelné 12. až 19. října s maximální zenitovou hodinovou aktivitou 19. října, kdy z radiantu vyletují až dva meteory za hodinu.

### Planetární systémy
V souhvězdí Berana se nachází několik hvězd s potvrzenými exoplanetami. HIP 14810 je hvězda spektrálního typu G5, okolo ní obíhají tři plynní obři hmotnosti desetinásobků Země. HD 12661, stejně jako HIP 14810, je hvězda hlavní posloupnosti spektrálního typu G, o něco hmotnější než Slunce , se dvěma obíhajícími planetami. Jedna z planet je 2,3krát hmotnější než Jupiter a druhá je 1,57krát hmotnější než Jupiter. HD 20367 je hvězda spektrálního typu G0, přibližně velikosti Slunce, s jednou obíhající planetou. Planeta byla objevena v roce 2002, má hmotnost 1,07 Jupitera a okolo své hvězdy oběhne jednou za 500 dní.

## Astrologie
Od roku 2002 Slunce nachází v souhvězdí Berana od 19. dubna do 20. května, protože se pohybuje v rovině ekliptiky. V západní astrologii je Slunce ve znamení Berana od března 21. do 20. dubna, ve sideralistické astrologii od 15. dubna do 15. května.

## Galerie

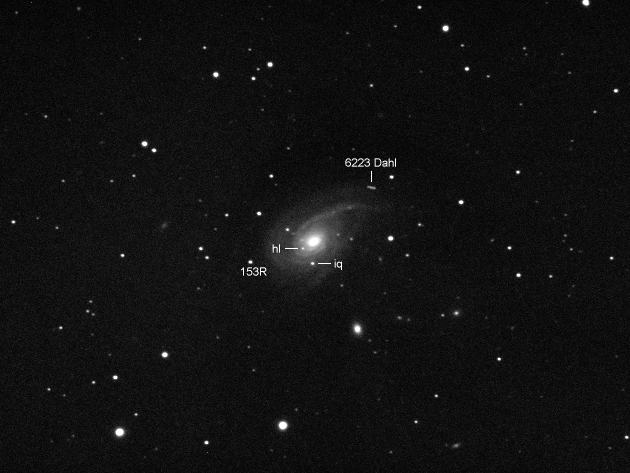
NGC 772
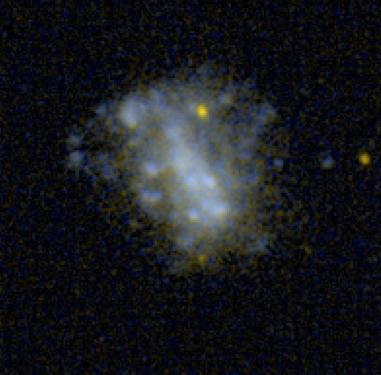
NGC 1156
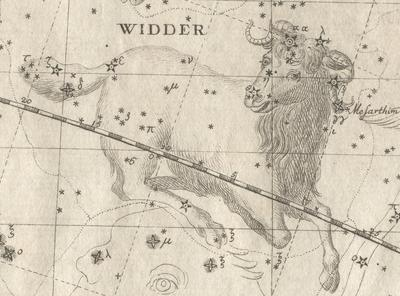
Kresba Berana
Hvězdy Berana
Zvířetníkové označení Berana
Zjevující se Beran